# Teatro Garcia de Resende
O Teatro Garcia de Resende é um edifício histórico e um equipamento cultural na cidade de Évora, em Portugal. Localiza-se na freguesia de Évora (São Mamede, Sé, São Pedro e Santo Antão).

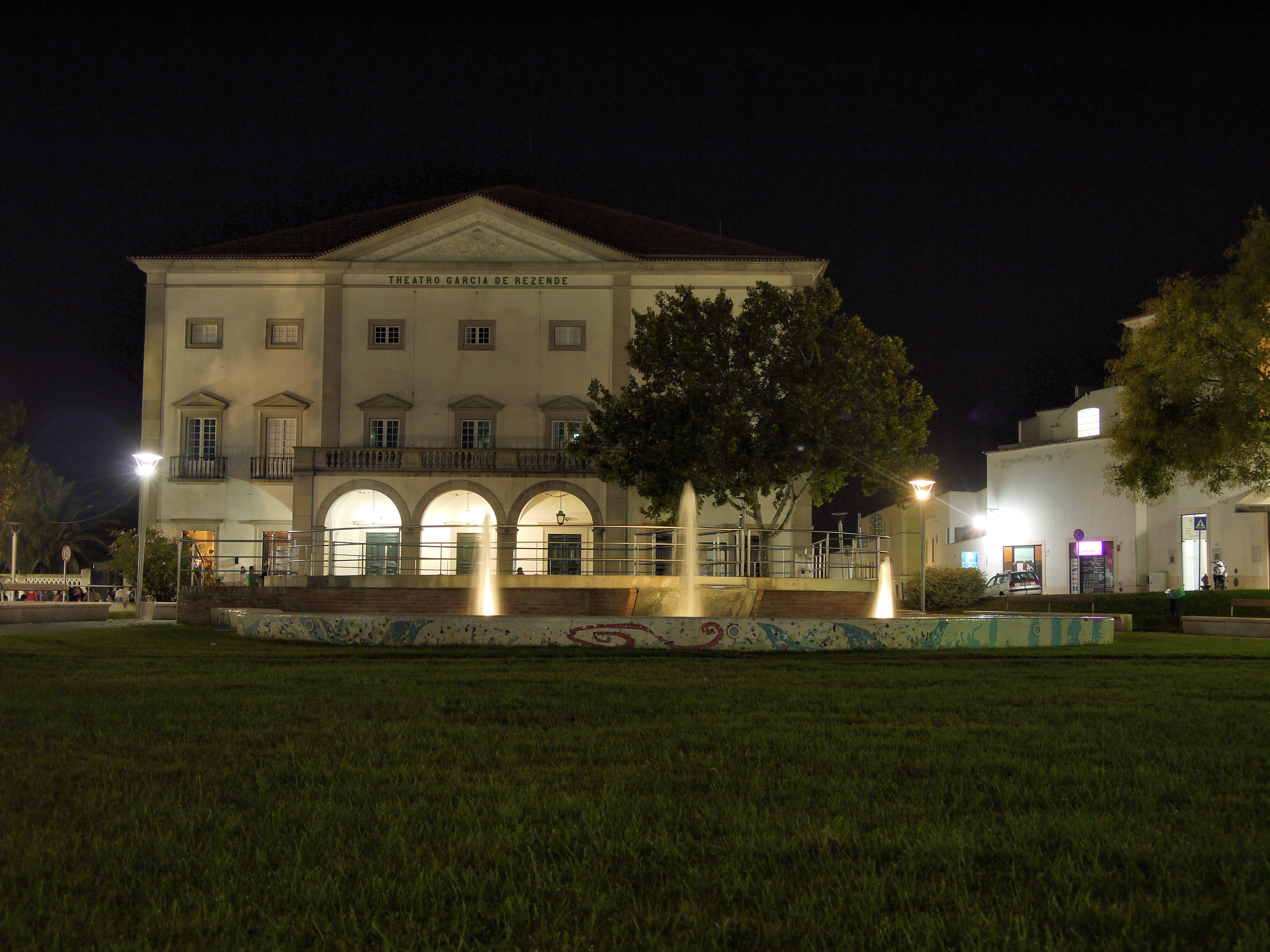
Vista do teatro durante a noite, em 2011.

## Descrição
O imóvel está situado na Praça Joaquim António de Aguiar, em Évora. Consiste num teatro de tipologia italiana, basedo nos modelos neoclássicos seiscentistas, sendo considerado como um dos mais representativos deste tipo não só em território nacional como na Europa.
Disponibiliza uma oferta cultural diversificada, que além do teatro também passa pela dança e pela música.Teatro Municipal Garcia de Resende. Está inserido na Rota Europeia de Teatros Históricos.
No interior, destaca-se o espaço do foyer, ornamentado com pinturas e esculturas contemporâneas, uma delas da autoria de João Cutileiro. O salão nobre está situado no primeiro piso, e é formado por três salas ligadas por arcos.

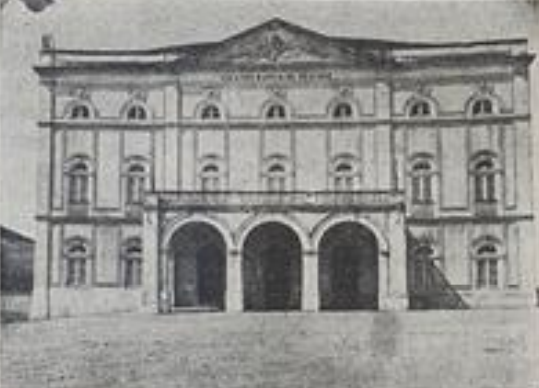
Fotografia do Teatro Garcia de Resende, publicada na obra Album Alentejano, na década de 1930.

## História
A construção do teatro começou a ser planeada no século XIX, pelas elites locais de Évora, com a finalidade de reduzir o desemprego. Foi promovida pelo abastado proprietário José Ramalho Dinis Perdigão, que criou uma sociedade para este fim, tendo em 31 de Outubro de 1881 sido feita a cerimónia da primeira pedra. Em 1884 Ramalho Ortigão faleceu, tendo a obra sido retomada pela sua viúva, D. Inácia Fernandes de Barahona, que casou com o Dr. Francisco Barahona. O casal exerceu grande influência sobre as obras, que ficou visível na qualidade dos acabamentos, executados por pintores e artífices de renome, destacando-se Luigi Manini, cenógrafo do teatro de São Carlos, que trabalhou no cenário e no pano de boca. Foi Francisco Barahona quem ordenou a conclusão das obras, tendo depois oferecido o edifício à Câmara Municipal. As obras foram terminadas em 1890, mas o teatro só foi inaugurado em 1 de Junho de 1892, com a peça O Íntimo, de Eduardo Schwalbach Lucci, interpretada pela companhia do Teatro Nacional D. Maria II. A cerimónia de inauguração contou com a presença do infante D. Afonso.
Em 1941, o edifício perdeu o telhado devido a um temporal, tendo permanecido nesta situação durante o Inverno, levando à deterioração das pinturas no interior. Durante as obras de restauro, foi roubado o revestimento interior da cobertura, em chumbo, que era utilizado no isolamento térmico e acústico. Em 1943 foi arrendado pela Câmara Municipal para funcionar como teatro e cinema, tendo sido modificada a plateia.
Em 1969, a fachada principal foi muito danificada devido a problemas durante obras. Posteriormente o edifício teve vários usos, incluindo depósito de resíduos urbanos, até que em 1975 passou a ser ocupado pelo Centro Cultural de Évora, na sequência da Revolução de 25 de Abril de 1974. Assim, o imóvel retomou as suas funções culturais, tendo sido considerado como uma experiência pioneira em termos de descentralização teatral no país. Entretanto, em Novembro de 1976 acolheu uma sessão de esclarecimentos, organizada pela coligação Frente Eleitoral Povo Unido, no âmbito das eleições autárquicas de 1976.
Em Novembro de 2009, o director do Teatro Municipal de Évora, José Russo, participou no evento II Encuentros Teatrales en la Raya, organizado em Badajoz, que tinha como finalidade reforçar as ligações na área do teatro entre os municípios portugueses e espanhóis. Em 2013 iniciou-se uma nova fase na programação do teatro, em parceria com uma companhia própria e várias entidades locais e nacionais, no sentido de disponibilizar uma oferta cultural regular e diversificada.